# Гонконзький фестиваль лесбійських і гейських фільмів

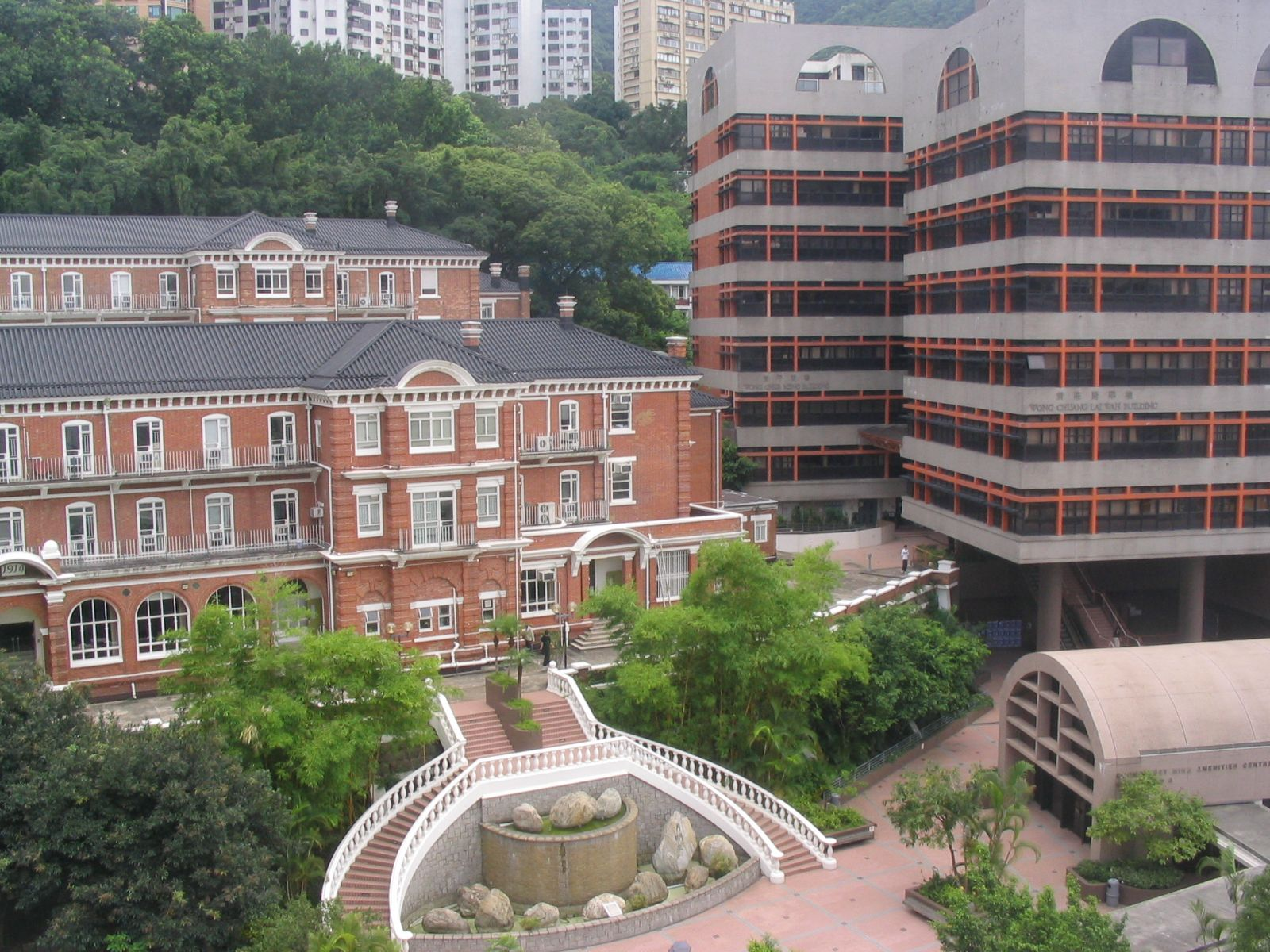
Одне з головних місць проведення перегляду кінофестивалю: Університет Гонконгу

Гонконгський фестиваль лесбійських та гей-фільмів (англ. Hong Kong Lesbian & Gay Film Festival (HKLGFF); кит.: 同志 影展) — щорічний ЛГБТ-кінофестиваль, що проводиться кожного вересня в Гонконгу. Відомо, що це найстаріший ЛГБТ-кінофестиваль в Азії, заснований в 1989 році.

## Передумови заснування
Гонконгський фестиваль лесбійських та гей-фільмів прагне представити рідкісні сучасні та історичні фільми Гонконгу та світу, які висвітлюють широке коло ЛГБТ-тем. Його діяльність координується Фондом Гонконгського фестивалю лесбійських та гей-фільмів, який заявляє, що він «прагне сприяти рівним можливостям і ліквідувати дискримінацію груп сексуальних меншин у Гонконзі через кінематографічні твори мистецтва». Фестиваль проводиться щорічно у вересні, і на китайській мові відомий як «Гонконгський кінофестиваль Тунчжі», що перекладається на українську мову як Товариші, ідея одного з перших його організаторів, Едварда Лама (Edward Lam; 林奕華).

## Історія
Гонконгський фестиваль лесбійських і гей-фільмів був організований Едвардом Ламом у 1989 році. Він проводився щорічно до 1999 року, коли його було скасовано через низький обсяг продажу квитків.
У 2000 році Wouter Barendrecht і Ray Yeung відродили кінофестиваль. У 2001 році вони створили Товариство Гонконгського фестивалю лесбійських та гей-фільмів, щоб кінофестиваль міг знайти власне фінансування і не покладатися на Hong Kong Arts Center, що до цього часу виступав головним його спонсором.

## Місця проведення переглядів
- AMC Cinema, Festival Walk, Kowloon Tong
- Broadway Cinematheque, 3 Public Square Street, Yau Ma Tei
- IFC Palace, IFC Mall, 8 Broadway, Central
- Kee Club — 6/F, 32 Wellington Street, Central
- Університет Гонконгу, Mid-Levels, Central
- Zafran — Basement, 43–55 Wyndham Street, Central